# Tritonioidea
Tritonioidea is een superfamilie van weekdieren uit de klasse van de Gastropoda (slakken).

## Families
- Bornellidae Bergh, 1874
- Dendronotidae Allman, 1845
- Hancockiidae MacFarland, 1923
- Lomanotidae Bergh, 1890
- Phylliroidae Menke, 1830
- Scyllaeidae Alder & Hancock, 1855
- Tethydidae Rafinesque, 1815
- Tritoniidae Lamarck, 1809